# Puchar Europy w narciarstwie alpejskim mężczyzn 2024/2025
Puchar Europy w narciarstwie alpejskim mężczyzn w sezonie 2024/2025 – 54. edycja tego cyklu. Pierwsze zawody odbyły się 23 listopada 2024 r. w fińskim Levi, natomiast ostatnie zostały rozegrane 23 marca 2025 r. w norweskim Oppdal. 
Tytułów w poszczególnych klasyfikacjach bronili:
- generalna:  Manuel Traninger
- zjazd:  Livio Hiltbrand
- supergigant:  Florian Loriot
- gigant:  Jonas Stockinger
- slalom:  Theodor Brækken

## Podium zawodów
| Lp. | Data              | Miejscowość            | Konkurencja | 1. miejsce              | 2. miejsce                               | 3. miejsce                    |
| --- | ----------------- | ---------------------- | ----------- | ----------------------- | ---------------------------------------- | ----------------------------- |
| 1.  | 23 listopada 2024 | Levi                   | Slalom      | Tommaso Saccardi        | Mikkel Remsøy                            | Simon Rueland                 |
| 2.  | 24 listopada 2024 | Levi                   | Slalom      | Oscar Andreas Sandvik   | Matthias Iten                            | Mikkel Remsøy                 |
| 3.  | 5 grudnia 2024    | Zinal                  | Gigant      | Lenz Hächler            | Flavio Vitale                            | Aleix Aubert Serracanta       |
| 4.  | 6 grudnia 2024    | Zinal                  | Gigant      | Lenz Hächler            | Flavio Vitale                            | Alban Elezi Cannaferina       |
| 5.  | 11 grudnia 2024   | Santa Caterina         | Zjazd       | Felix Hacker            | Nejc Naraločnik                          | Nicolò Molteni                |
| 6.  | 12 grudnia 2024   | Santa Caterina         | Zjazd       | Felix Hacker            | Max Perathoner                           | Livio Hiltbrand               |
| 7.  | 13 grudnia 2024   | Santa Caterina         | Supergigant | Vincent Wieser          | Felix Hacker                             | Benjamin Jacques Alliod       |
| 8.  | 15 grudnia 2024   | Val di Fassa           | Slalom      | Gustav Wissting         | Oscar Andreas Sandvik Jesper Pohjolainen | —                             |
| 9.  | 16 grudnia 2024   | Obereggen              | Slalom      | Antoine Azzolin         | Jesper Pohjolainen                       | Oscar Andreas Sandvik         |
|     | 19 grudnia 2024   | Valloire               | Gigant      | Odwołano                | Odwołano                                 | Odwołano                      |
|     | 20 grudnia 2024   | Valloire               | Gigant      | Odwołano                | Odwołano                                 | Odwołano                      |
|     | 19 grudnia 2024   | Berchtesgaden          | Gigant      | Odwołano                | Odwołano                                 | Odwołano                      |
|     | 21 grudnia 2024   | Berchtesgaden          | Gigant      | Odwołano                | Odwołano                                 | Odwołano                      |
|     | 10 stycznia 2025  | Wengen                 | Supergigant | Odwołano                | Odwołano                                 | Odwołano                      |
|     | 11 stycznia 2025  | Wengen                 | Supergigant | Odwołano                | Odwołano                                 | Odwołano                      |
| 10. | 13 stycznia 2025  | Pass Thurn             | Supergigant | Raphaël Lessard         | Felix Hacker                             | Emanuele Buzzi Vincent Wieser |
| 11. | 16 stycznia 2025  | Pass Thurn             | Zjazd       | Alessio Miggiano        | Gaël Zulauf                              | Max Perathoner                |
| 12. | 17 stycznia 2025  | Pass Thurn             | Zjazd       | Felix Hacker            | Vincent Wieser                           | Gaël Zulauf                   |
| 13. | 19 stycznia 2025  | Berchtesgaden          | Slalom      | Matteo Canins           | Corrado Barbera                          | Auguste Aulnette              |
| 14. | 20 stycznia 2025  | Reiteralm              | Supergigant | Felix Hacker            | Marco Abbruzzese                         | Alban Elezi Cannaferina       |
| 15. | 21 stycznia 2025  | Reiteralm              | Supergigant | Alban Elezi Cannaferina | Rasmus Windingstad                       | Eric Wyler                    |
| 16. | 24 stycznia 2025  | Turnau                 | Gigant      | Andrej Drukarov         | Anton Grammel                            | Rasmus Bakkevig Simon Talacci |
| 17. | 25 stycznia 2025  | Turnau                 | Gigant      | Rasmus Bakkevig         | Mattias Rönngren                         | Guerlain Favre                |
| 18. | 30 stycznia 2025  | Orcières Merlette 1850 | Zjazd       | Matteo Haas             | Rok Ažnoh                                | Philipp Kälin                 |
| 19. | 31 stycznia 2025  | Orcières Merlette 1850 | Zjazd       | Livio Hiltbrand         | Ken Caillot                              | Gaël Zulauf                   |
| 20. | 1 lutego 2025     | Orcières Merlette 1850 | Supergigant | Maximilian Schwarz      | Christophe Torrent                       | Rok Ažnoh                     |
| 21. | 3 lutego 2025     | Soldeu                 | Gigant      | Eirik Hystad Solberg    | Mattias Rönngren                         | Loévan Parand                 |
| 22. | 4 lutego 2025     | Soldeu                 | Gigant      | Eirik Hystad Solberg    | Alban Elezi Cannaferina                  | Mattias Rönngren              |
| 23. | 6 lutego 2025     | Baqueira Beret         | Slalom      | Simon Rueland           | Matteo Canins                            | Oscar Andreas Sandvik         |
| 24. | 7 lutego 2025     | Baqueira Beret         | Slalom      | Oscar Andreas Sandvik   | Oscar Heine                              | Simon Rueland                 |
| 25. | 10 lutego 2025    | Crans-Montana          | Supergigant | Manuel Traninger        | Andreas Ploier                           | Marco Kohler                  |
| 26. | 12 lutego 2025    | Crans-Montana          | Zjazd       | Livio Hiltbrand         | Sandro Manser                            | Gaël Zulauf                   |
| 27. | 12 lutego 2025    | Crans-Montana          | Zjazd       | Christophe Torrent      | Nicolò Molteni                           | Marco Kohler                  |
| 28. | 21 lutego 2025    | Bjelašnica/Sarajewo    | Supergigant | Andreas Ploier          | Luis Tritscher                           | Lenz Hächler                  |
| 29. | 22 lutego 2025    | Bjelašnica/Sarajewo    | Supergigant | Marco Abbruzzese        | Lenz Hächler                             | Andreas Ploier                |
| 30. | 12 marca 2025     | Ål                     | Gigant      | Alban Elezi Cannaferina | Lenz Hächler                             | Flavio Vitale                 |
| 31. | 13 marca 2025     | Ål                     | Gigant      | Lenz Hächler            | Oscar Andreas Sandvik                    | Alban Elezi Cannaferina       |
|     | 16 marca 2025     | Kvitfjell              | Zjazd       | Odwołano                | Odwołano                                 | Odwołano                      |
| 32. | 17 marca 2025     | Kvitfjell              | Supergigant | Lenz Hächler            | Stefan Rieser                            | Vincent Wieser                |
| 33. | 19 marca 2025     | Norefjell              | Slalom      | Simon Rueland           | Theodor Brækken                          | Fabian Ax Swartz              |
| 34. | 20 marca 2025     | Norefjell              | Slalom      | Hans Grahl-Madsen       | Oscar Andreas Sandvik                    | Theodor Brækken               |
| 35. | 22 marca 2025     | Oppdal                 | Gigant      | Oscar Andreas Sandvik   | Lenz Hächler                             | Rasmus Bakkevig               |
| 36. | 23 marca 2025     | Oppdal                 | Slalom      | Simon Rueland           | Oscar Andreas Sandvik                    | William Hansson               |

## Wyniki reprezentantów Polski

### Gigant
| Zawodnik | Zinal 05.12 | Zinal 06.12 | Turnau 24.01 | Turnau 25.01 | Soldeu 03.02 | Soldeu 04.02 | Ål 11.03 | Ål 12.03 | Oppdal 22.03 |
| --- | ----------- | ----------- | ------------ | ------------ | ------------ | ------------ | -------- | -------- | ------------ |
| Mateusz Szczap | –           | –           | dnf1         | dnf1         | –            | –            | –        | –        | –            |
| 1-3 4-30 poniżej 30 dnf – Zawodnik nie ukończył przejazdu dns – Zawodnik nie wystartował (pomimo zgłoszenia) dsq – Zawodnik został zdyskwalifikowany dnq – Zawodnik nie zakwalifikował się do 2. przejazdu (liczba u góry oznacza miejsce zajęte w 1. przejeździe) 1/2 – Zawodnik nie wystartował, nie ukończył lub został zdyskwalifikowany w 1./2. przejeździe |             |             |              |              |              |              |          |          |              |

### Slalom
| Zawodnik | Levi 23.11 | Levi 24.11 | Val di Fassa 15.12 | Obereggen 16.12 | Berchtesgaden 19.01 | Baqueira Beret 06.02 | Baqueira Beret 07.02 | Norefjell 19.03 | Norefjell 20.03 | Oppdal 23.03 |
| --- | ---------- | ---------- | ------------------ | --------------- | ------------------- | -------------------- | -------------------- | --------------- | --------------- | ------------ |
| Piotr Habdas | dnf1       | 37         | 30                 | 24              | dnf1                | –                    | –                    | –               | –               | –            |
| Jędrzej Jasiczek | dnq68      | dnf1       | –                  | –               | 26                  | 35                   | dnf1                 | –               | –               | –            |
| Michał Jasiczek | dnq62      | dnf1       | dnf2               | 14              | dnf1                | dnf1                 | dnf2                 | –               | –               | –            |
| 1-3 4-30 poniżej 30 dnf – Zawodnik nie ukończył przejazdu dns – Zawodnik nie wystartował (pomimo zgłoszenia) dsq – Zawodnik został zdyskwalifikowany dnq – Zawodnik nie zakwalifikował się do 2. przejazdu (liczba u góry oznacza miejsce zajęte w 1. przejeździe) 1/2 – Zawodnik nie wystartował, nie ukończył lub został zdyskwalifikowany w 1./2. przejeździe |            |            |                    |                 |                     |                      |                      |                 |                 |              |

## Klasyfikacje
| Lp. | Zawodnik                | Punkty |
| --- | ----------------------- | ------ |
| 1.  | Oscar Andreas Sandvik   | 968    |
| 2.  | Lenz Hächler            | 895    |
| 3.  | Alban Elezi Cannaferina | 718    |
| 4.  | Felix Hacker            | 610    |
| 5.  | Alessio Miggiano        | 533    |
| 6.  | Vincent Wieser          | 528    |
| 7.  | Livio Hiltbrand         | 526    |
| 8.  | Simon Rueland           | 494    |
| 9.  | Marco Abbruzzese        | 429    |
| 10. | Andreas Ploier          | 428    |

| Lp. | Zawodnik           | Punkty |
| --- | ------------------ | ------ |
| 1.  | Livio Hiltbrand    | 366    |
| 2.  | Alessio Miggiano   | 357    |
| 3.  | Felix Hacker       | 350    |
| 4.  | Gaël Zulauf        | 349    |
| 5.  | Christophe Torrent | 304    |
| 6.  | Max Perathoner     | 242    |
| 7.  | Matteo Haas        | 230    |
| 8.  | Nicolò Molteni     | 214    |
| 9.  | Vincent Wieser     | 164    |
| 10. | Sandro Manser      | 163    |

| Lp. | Zawodnik                | Punkty |
| --- | ----------------------- | ------ |
| 1.  | Vincent Wieser          | 364    |
| 2.  | Marco Abbruzzese        | 353    |
| 3.  | Andreas Ploier          | 347    |
| 4.  | Alban Elezi Cannaferina | 300    |
| 5.  | Lenz Hächler            | 290    |
| 6.  | Felix Hacker            | 260    |
| 7.  | Dominic Ott             | 234    |
| 8.  | Manuel Traninger        | 216    |
| 8.  | Lukas Paßrugger         | 216    |
| 10. | Rok Ažnoh               | 208    |

| Lp. | Zawodnik                | Punkty |
| --- | ----------------------- | ------ |
| 1.  | Lenz Hächler            | 485    |
| 2.  | Eirik Hystad Solberg    | 329    |
| 3.  | Oscar Andreas Sandvik   | 325    |
| 4.  | Alban Elezi Cannaferina | 323    |
| 5.  | Guerlain Favre          | 261    |
| 6.  | Rasmus Bakkevig         | 253    |
| 7.  | Mattias Rönngren        | 242    |
| 8.  | Tobias Kastlunger       | 229    |
| 9.  | Fadri Janutin           | 225    |
| 10. | Flavio Vitale           | 220    |

| Lp. | Zawodnik              | Punkty |
| --- | --------------------- | ------ |
| 1.  | Oscar Andreas Sandvik | 589    |
| 2.  | Simon Rueland         | 494    |
| 3.  | Jesper Pohjolainen    | 335    |
| 4.  | Antoine Azzolin       | 325    |
| 5.  | Hans Grahl-Madsen     | 317    |
| 6.  | Gustav Wissting       | 308    |
| 7.  | Matteo Canins         | 276    |
| 8.  | Tommaso Saccardi      | 275    |
| 9.  | Mikkel Remsøy         | 259    |
| 10. | Corrado Barbera       | 228    |

| Lp. | Reprezentacja     | Punkty |
| --- | ----------------- | ------ |
| 1.  | Szwajcaria        | 6355   |
| 2.  | Austria           | 4528   |
| 3.  | Włochy            | 3830   |
| 4.  | Norwegia          | 3275   |
| 5.  | Francja           | 2920   |
| 6.  | Szwecja           | 1205   |
| 7.  | Niemcy            | 839    |
| 8.  | Stany Zjednoczone | 604    |
| 9.  | Kanada            | 581    |
| 10. | Słowenia          | 481    |